# Vach
Vach es la personificación de la voz o el habla.
- vāc, en el sistema AITS (alfabeto internacional para la transliteración del sánscrito).
- वाच्, en escritura devanagari del sánscrito.
- Pronunciación: /vách/.[1]
- Etimología: ‘palabra’.[1] El término sánscrito vach deriva del antiguo vāk que a su vez proviene del indoeuropeo *wok-s. (En latín tenemos derivado de esta última vox, de donde a su vez en español tenemos voz).

En el Rig-veda se habla de Vach Ambhriní, hija del sabio rishi Ambhriná (‘poderoso’). Según los Vedas fue creada por Prayápati (quien luego será identificado con el dios Brahmá), que se casó con ella. En otros sitios es llamada la madre de los Vedas y la esposa de Indra.
En el Visnú-purana es hija del prayápati Daksha y esposa del sabio Kashiapa.
En el Naighantuka y en el Nirukta (de Iaska) se la nombra como la voz de las esferas medias.
Muy frecuentemente se la identifica con Sárasuati (la diosa del conocimiento) y con Bharati.